# Ilich Ramírez Sánchez
Ilich Ramírez Sánchez, även känd som Carlos eller Schakalen, född 12 oktober 1949 i Caracas, Venezuela, är en venezuelanskfödd terrorist. Han har suttit i fängelse sedan 1994.

## Biografi
Ramírez far uppkallade sina söner efter kända kommunistiska ledare och Ramírez erhöll namnet Ilich efter Vladimir Iljitj Lenin. Efter en kort vistelse på Patrice Lumumba-universitetet (cirka 1968–1970) i Moskva blev Sánchez avstängd och hemskickad. Vid det här laget var han antagligen redan värvad av antingen KGB eller DGI, den kubanska underrättelsetjänsten. Avstängningen kan ha tjänat som ett försök av ryssarna att ge Carlos en trovärdig bakgrund samtidigt som han under en del av sin tid vid universitetet antas ha varit på gerillaläger för den palestinska terroristorganisationen Folkfronten för Palestinas befrielse (PFLP), en utbrytargrupp ur Palestinska befrielseorganisationen (PLO), som stöddes av Sovjetunionen. Det var troligen KGB som förmedlade kontakten mellan Carlos och PFLP.
På uppdrag av PFLP utförde Carlos 1973–1975 flera attentat mot israeliska intressen i London och Paris, bland annat bombattentat mot judiskägda banker och tidningar samt ett mordförsök på den judiske affärsmannen Joseph Sieff. Vidare deltog Carlos i robotavfyrningar mot två El Al-passagerarplan på Paris-Orly flygplats utanför Paris. År 1975 konverterade han till islam.
Ramírez blev känd i december 1975 när han och flera andra terrorister tog elva OPEC-ministrar som gisslan. Hans kommandogrupp, i vilken bland andra Gabriele Kröcher-Tiedemann ingick, bröt sig in på en konferens i Wien och dödade den libyske deltagaren Yousef Ismirli, den österrikiske polisen Anton Tichler och den irakiske livvakten Ali Hassan Khafali. Ockupationen av OPEC:s högkvarter fortgick till nästa dag, då kommandogruppen tog ett DC-9-plan som de österrikiska myndigheterna försåg dem med och därefter for till Algeriet med 40 människor som gisslan.
Efter OPEC-operationen genomförde Sánchez terroristdåd på uppdrag. Hans tjänster togs i anspråk av bland annat Östtyskland och Rumänien, vilka även hjälpte honom med pengar, vapen och falska identitetshandlingar. Ramírez var bland annat ansvarig för en bilbomb som var avsedd att tysta radiostationen Voice of America i München. Sändningarna låg nere en timme men återupptogs igen. 
Ramírez greps 1994 i Khartoum i Sudan av fransk säkerhetspolis och är dömd för mord på tre franska poliser. Sedan dess har han suttit i fängelse.
Namnet Schakalen fick Ramírez efter att ett exemplar av Frederick Forsyths roman med samma namn hittades i ett hotellrum efter en misslyckad polisrazzia.
År 2017 dömdes Ramirez i en fransk domstol för en attack mot en affär i Paris då två personer mördades och 34 skadades.